# Issidae
Issidae Spinola, 1839, è una famiglia di insetti rincoti omotteri della superfamiglia dei Fulgoroidei.

## Descrizione
Gli Issidae sono insetti di piccole dimensioni, dal corpo generalmente tozzo per lo sviluppo in larghezza delle ali. La livrea è poco appariscente, con colorazioni generalmente brune.
Il capo è provvisto di due ocelli disposti sotto gli occhi e lateralmente rispetto alle carene laterali. antenne con flagello filiforme e non segmentato. Come nella generalità dei Fulgoroidei, i due articoli prossimali sono vistosamente ingrossati.
Nelle forme macrottere le ali anteriori sono uniformemente sclerificate e con nervature marcatamente pronunciate. Il clavo è privo di granulazioni e l'area costale priva di nervature trasversali. In fase di riposo sono ripiegate a tetto sull'addome. La sottofamiglia degli Caliscelinae comprende specie brachittere, con tegmine subquadrate.
Le zampe presentano, come in tutti i Fulgoroidei, le coxe allungate. Quelle posteriori hanno una o più spine laterali sulle tibie il primo tarsomero molto breve e il secondo tarsomero poco sviluppato e terminante con due spine per lato.

## Sistematica
La famiglia comprende oltre 1000 specie con 215 generi. La composizione della famiglia dipende tuttavia dallo schema tassonomico adottato, in quanto gli Issidae sono interessati da revisioni, con differenti proposte, che separano alcune sottofamiglie. In particolare, i Tonginae e i Trienopinae andrebbero inclusi negli Acanaloniidae (secondo EMELJANOV, 1999) o nei Tropiduchidae (secondo GNEZDILOV ,2007), mentre i Caliscelinae andrebbero elevati al rango di famiglia (secondo EMELJANOV, 1999). Diversi autori concordano con l'indirizzo di EMELJANOV, ma la sistematica degli Issidae resta ancora incerta.